# Jeongseon Alpine Centre
Jeongseon Alpine Centre – ośrodek narciarski położony w powiecie Jeongseon w południowokoreańskiej prowincji Gangwon. Budowę ośrodka rozpoczęto w marcu 2014 roku, a koniec prac zaplanowano na grudzień 2017 roku. Dolna stacja ośrodka znajduje się na wysokości 545 m, natomiast górna na wysokości 1370 m n.p.m. Ośrodek położony jest około 20 km na wschód od Pjongczang, na zboczach góry Gariwangsan (1560 m) w górach Taebaek, a najbliżej położoną miejscowością jest Bukpyeong-myeon. 
W lutym 2016 roku odbyły się tu po raz pierwszy zawody Pucharu Świata w narciarstwie alpejskim - zjazd i supergigant mężczyzn. W zawodach tych zwyciężyli odpowiednio Norweg Kjetil Jansrud i Carlo Janka ze Szwajcarii. W dniach 4-5 marca 2017 roku odbędą się tu zawody PŚ kobiet w tych samych konkurencjach.
W lutym 2018 roku odbędą się tu konkurencje szybkościowe (zjazd, supergigant i zjazd do kombinacji) w ramach igrzysk olimpijskich w Pjongczangu. Konkurencje techniczne zostaną (slalom, gigant i slalom do kombinacji) rozegrane w ośrodku Yongpyong.